# Премия Европейской киноакадемии 2001
European Film Awards 2001 — премия Европейской киноакадемии (нем. Europäischer Filmpreis).

## Лауреаты и номинанты Премии Европейской киноакадемии 2001

### Лучший фильм
- Франция Амели, режиссёр Жан-Пьер Жёне
- Великобритания Дневник Бриджет Джонс, режиссёр Шэрон Магуайр
- Германия Эксперимент, режиссёр Оливер Хиршбигель
- Франция Интим, режиссёр Патрис Шеро
- Итальянский для начинающих, режиссёр Лоне Шерфиг
- Испания/ Франция/ США Другие, режиссёр Алехандро Аменабар
- Франция/ Австрия Пианистка, режиссёр Михаэль Ханеке
- Италия Комната сына, режиссёр Нанни Моретти

### Лучшая мужская роль
- Бен Кингсли — Сексуальная тварь
- Йеспер Кристенсен — Скамейка
- Мишель Пикколи — Я иду домой
- Майкл Кейн, Том Кортни,  Дэвид Хеммингс, Боб Хоскинс и Рэй Уинстон — Последние желания
- Стеллан Скарсгард — Мнения сторон
- Бранко Джурич — Ничья земля

### Лучшая женская роль
- Изабель Юппер — Пианистка
- Лаура Моранте — Комната сына
- Одри Тоту — Амели
- Ариан Аскарид — В городе все спокойно
- Шарлотта Рэмплинг — Под песком
- Стефания Сандрелли — Последний поцелуй

### Лучший режиссёр
- Жан-Пьер Жёне — Амели
- Эрик Ромер — Роялистка
- Франсуа Озон — Под песком
- Эрманно Ольми — Великий Медичи: рыцарь войны
- Хосе Луис Гарси — Ты — одна
- Петер Готар — Паспорт

### Европейское открытие года
- Ачеро Маньяс — Шарик
- Джессика Хауснер — Милая Рита
- Эстер Гроненборн — Аляска
- Павел Павликовский — Последнее пристанище
- Герт де Грааф — Море, которое мыслит
- Юсеф Фарес — Давай! Давай!
- Ставрос Иоанну — Kleistoi dromoi
- Малгожата Шумовска — Счастливый человек
- Ульрих Зайдль — Собачья жара
- Актан Арым Кубат — Маймыл

### Лучшая работа сценариста
- Данис Танович — Ничья земля
- Жан-Луи Милези и Робер Гедигян — В городе все спокойно
- Этторе Скола, Сильвия Скола, Джакомо Скарпелли и Фурио Скарпелли — Нечестная конкуренция
- Ачеро Маньяс — Шарик
- Михаэль Ханеке — Пианистка
- Лоран Канте и Робен Кампийо — Тайм аут

### Лучшая операторская работа
- Брюно Дельбоннель — Амели
- Франк Грибе — Принцесса и воин
- Фабио Ольми — Великий Медичи: рыцарь войны
- Эрик Готье — Интим
- Tamás Babos — Паспорт
- Рейн Котов — Сердце медведицы

### Лучший документальный фильм
- Black Box BRD, режиссёр Андрес Файель
- Элегия дороги, режиссёр Александр Сокуров
- Классный и безумный, режиссёр Кнут Эрик Дженсен
- Истории на супер-восемь, режиссёр Эмир Кустурица
- Casting, режиссёр Эмануэль Финкель
- Joutilaat, режиссёр Сьюзанна Хельке и Вирпи Суутари

### Лучший короткометражный фильм
- Джон Уэйн, я тебя люблю, режиссёр Toby MacDonald
- Копировальная контора, режиссёр Вирджил Видрич
- Лучше или хуже?, режиссёр Жослин Каммак
- Увидеть лодку в действии, режиссёр Аня Брайен
- Коровья шкура, режиссёр Жеральд Юсташ-Матьё
- Друзья, режиссёр Ян Крюгер и Оливер Швабе
- Мужское дело, режиссёр Славомир Фабицки
- Kuppet, режиссёр Фредерик Мельдаль Нёргор и Дэннис Петерсен
- Svitjod 2000+, режиссёр Дэвид Фламолч и Мартен Нилссон
- Lo básico, режиссёр Хосе Гарсия Эрнандес
- Corpo e Meio, режиссёр Сандро Агиляр

### Приз Screen International Award
- Мулен Руж, режиссёр Баз Лурман
- Лагаан: Однажды в Индии, режиссёр Ашутош Говарикер
- Дождь, режиссёр Маджид Маджиди
- И твою маму тоже, режиссёр Альфонсо Куарон
- Фанатик, режиссёр Генри Бин
- Свадьба в сезон дождей, режиссёр Мира Наир
- Миллениум Мамбо, режиссёр Хоу Сяосянь
- Кандагар, режиссёр Мохсен Махмальбаф

### Приз за выдающиеся достижения в мировом кино
- Юэн Макгрегор — Мулен Руж

### Приз международной ассоциации кинокритиков (ФИПРЕССИ)
- В городе все спокойно, режиссёр Робер Гедигян

### За творчество в целом
- Монти Пайтон

### Приз зрительских симпатий

#### Лучший актёр
- Колин Фёрт — Дневник Бриджет Джонс
- Рэй Уинстон — Сексуальная тварь
- Бенно Фюрман — Принцесса и воин
- Нанни Моретти — Комната сына
- Матьё Кассовиц — Амели
- Джуд Лоу — Враг у ворот
- Венсан Кассель — Багровые реки
- Ондржей Ветхи — Зияющая синева
- Мориц Бляйбтрой — Эксперимент
- Бенуа Мажимель — Пианистка
- Марк Райлэнс — Интим
- Сантьяго Сегура — Миссия в Марбелью
- Стефано Аккорси — Феерия непонимания
- Жан Рено — Багровые реки
- Хью Грант — Дневник Бриджет Джонс

#### Лучшая актриса
- Жюльет Бинош — Шоколад
- Хайке Макач — Грипсхольм
- Франка Потенте — Принцесса и воин
- Лаура Моранте — Комната сына
- Одри Тоту — Амели
- Моника Беллуччи — Малена
- Рейчел Вайс — Враг у ворот
- Пенелопа Крус — Выбор капитана Корелли
- Шарлотта Рэмплинг — Под песком
- Изабель Юппер — Пианистка
- Кармен Маура — Коммуналка
- Маргерита Буй — Феерия непонимания
- Роса Мария Сарда — Любовь Аниты
- Лена Олин — Шоколад

#### Лучший режиссёр
- Жан-Пьер Жёне — Амели
- Том Тыквер — Принцесса и воин
- Нанни Моретти — Комната сына
- Ридли Скотт — Ганнибал
- Джузеппе Торнаторе — Малена
- Жан-Жак Анно — Враг у ворот
- Матьё Кассовиц — Багровые реки
- Кристоф Ган — Братство волка
- Лассе Халльстрём — Шоколад
- Шэрон Магуайр — Дневник Бриджет Джонс
- Лоне Шерфиг — Итальянский для начинающих
- Оливер Хиршбигель — Эксперимент
- Михаэль Ханеке — Пианистка
- Алекс де ла Иглесиа — Коммуналка
- Патрис Шеро — Интим
- Сантьяго Сегура — Миссия в Марбелью